# John Field
John Field (Dublino, 26 luglio 1782 – Mosca, 23 gennaio 1837) è stato un compositore e pianista irlandese. È conosciuto soprattutto per aver inventato il genere pianistico romantico del "notturno", che ispirerà decine di compositori del romanticismo musicale fra cui Fryderyk Chopin.

## Biografia
Nacque in una famiglia di artisti: il padre, Robert Field, era un pastore protestante e suonatore di violino mentre il nonno, a lui omonimo, si dilettava con il pianoforte ed insegnò questo strumento al giovane John. Questi continuerà nello studio dell'organo in seguito con Tommaso Giordani.
Nel 1792 la famiglia si trasferisce a Londra e Field diventa allievo del compositore Muzio Clementi (al quale in seguito dedicherà una sua prima raccolta di sonate): mentre si esibisce per lui riceve il commento positivo di Joseph Haydn. Nel 1801 Field segue Clementi nel suo tour a Vienna (dove studia per un periodo con Johann Georg Albrechtsberger) e Parigi per poi stabilirsi definitivamente in Russia, dove diventa popolarissimo nei salotti aristocratici di Mosca e San Pietroburgo (città questa in cui nel 1810 si sposerà con una francese).
Raggiunta una certa fama, inizia ad esibirsi per conto proprio e tiene dei trionfali concerti a Parigi, in Belgio, in Svizzera ed in Italia. Nel 1831 però soffrendo di cancro all'intestino, è costretto a ritornare a Londra: passa per la Francia, dove ha l'occasione di ascoltare alcuni lavori per pianoforte di Liszt e, dopo aver trascorso nove mesi in un ospedale di Napoli, riesce a tornare a Mosca grazie all'aiuto di una famiglia nobile che lo aiuta finanziariamente. Nei suoi ultimi 16 mesi di vita compone gli ultimi notturni ma non smette di esibirsi: la sua ultima esibizione è del 1836 insieme a Carl Czerny.
Tra le tante opere di John Field meritano di essere citati i 7 Concerti per pianoforte ed i numerosi pezzi da solista, alcuni dei quali sono raccolti sotto il nome di Notturni; primo esempio del genere verranno presi ad esempio da numerosi compositori a venire tra cui il già citato Chopin e soprattutto Michail Glinka.

## Composizioni
- Pianoforte e Orchestra
  - Concerto No. 1 in E-flat Major (1799)
  - Concerto No. 2 in A flat Major (Leipzig, 1816)
  - Concerto No. 3 in E-flat Major (Leipzig, 1816)
  - Concerto No. 4 in E-flat Major (St. Petersburg, 1814)
  - Concerto No. 5 in C major, l'Incendie par l'Orage. (St. Petersburg, 1817)
  - Concerto No. 6 in C major (1819, rev. 1820)
  - Concerto No. 7 in c minor (1822)
  - Fantasie sur un air favorit de mon ami NP. (Moscow, 1823)
  - Serenade (based on a variant of Nocturne No. 5) B flat (1810)
- Musica da camera
  - Divertissement avec Quatuor. No. 1 E Major (Moscow, 1810)
  - Divertissement avec Quatuor. No. 2 A Major (Moscow, 1811)
  - Rondeau avec Quatuor in A-flat Major (St. Petersburg, 1812)
  - Nocturne No. 16 in F Major. Piano with string quartet (Paris, 1836)

Opere per pianoforte solo
- Notturni
  - No.1 in E-flat Major (St. Petersburg, 1812)
  - Romance in C minor
  - No. 2 in C minor (Moscow, 1812)
  - No. 3 in A-flat Major (Moscow, 1812)
  - No. 4 in A Major (St. Petersburg, 1817)
  - Serenade in B-flat Major
  - No. 5 in B-flat Major (St. Petersburg, 1817)
  - No. 6 in F Major (two versions) (Moscow, 1817)
  - No. 7 in C Major (St. Petersburg, 1821)
  - No. 8 in A Major (St. Petersburg, 1821)
  - Pastoral in A Major (Vienna, 1816)
  - No. 9 in E-flat Major (Romance) (Leipzig, 1816)
  - No. 10 in E minor
  - No. 11 in E-flat Major (Berlin, 1833)
  - No. 12 in G Major (Paris, 1834)
  - No. 13 in D minor (Paris, 1834)
  - No. 14 in C Major (1835)
  - No. 15 in C Major (Paris, 1834)
  - No. 16 in F Major
  - Grande Pastorale (Nocturne no. 17 in Breitkopf & Härtel edition) (London, 1832)
  - Pastoral E Major
  - Nocturne in B-flat Major
  - The Troubadour
- Sonate
  - No. 1 in E-flat. Op. 1 No.1 (London, 1801)
  - No. 2 in A. Op. 1 No.2 (London, 1801)
  - No. 3 in C minor. Op.1 No. 3 (London, 1801)
  - No. 4 in B (St. Petersburg, 1813)
- Fantasie
  - Fantasie sur l'Andante de Martini. Op. 3. (St. Petersburg, 1811)
  - Nouvelle Fantasie sur le motif de la polonaise Ah quel dommage. G major (Leipzig, 1816)
  - Fantasie sur un air favorit de mon ami NP. A minor (1822)
  - Nouvelle Fantaisie. G major (Berlin & Paris, 1833)
- Variazioni
  - Fal la la, the much admired air in The Cherokee, with variations A major (London, 1795)
  - Air avec variations, 'Since then I'm Doomed.' C major (London, 1800)
  - Air du bon roi Henri IV Varié. B flat (St. Petersburg, 1812)
  - Kamarinskaya, Air Russe Varié. B flat (Moscow, 1809)
  - Chanson Russe Varié. d minor (St. Petersburg, 1818)
  - Variations on a Russian National Song a minor
- Rondò
  - The two Favourite Dances in Blackbeard, as a rondo (London, 1798)
  - 'Signora Del Caro '5 Hornpipe,' arranged as a rondo
  - Rondo on the air 'Logie of Buchan' (London, 1799)
  - 'Speed the Plough,' arranged as a rondo (London, 1799)
  - Introduction and rondo on Blewitt's Cavatina, 'Return, return.' E major. (London, 1832)
- Studi
  - Exercice modulé dans tous les tons majeurs et mineurs
  - Exercice Nouveau. C major (St. Petersburg, 1821)
  - Nouvel Exercice (St. Petersburg, 1821)
  - Etude. A flat (St. Petersburg, 1822)
  - Etude C major (St. Petersburg, 1822)
  - Exercise for double thirds.
  - Dances
  - Six dances: G, A, A, F, Eb, Eb (Leipzig, 1820) Quatre Dances: Eb, D, C, D (Leipzig, 1825)
- Opere singole
  - Marche Triomphale E-flat Trio A flat (St. Petersburg, 1812)
- Duetti
  - Air Russe Varié a Quatre Mains. A minor (Moscow, 1808)
  - Andante à Quatre Mains. c minor (St. Petersburg, 1811)
  - La Danse des Ours E-flat (St. Petersburg, 1811)
  - Grande Walse à Quatre Mains. A (St. Petersburg, 1813)
  - Rondeau à Quatre Mains. G (Bonn & Cologne, 1819)
- Canzoni
  - 'Levommi il mio pensiero' (Petrarca) B flat. Based on Nocturne No.1. (Naples, 1825)
  - 'La Melanconia' (words by Pindemonte) F. Based on Nocturne No. 5. (Naples, 1825)